# Aymé Stanislas Darblay
Pour les autres membres de la famille, voir Famille Darblay.
Aymé Stanislas Darblay est un industriel et homme politique français né le 26 novembre 1794 à Etréchy (Seine-et-Oise, aujourd'hui Essonne) et décédé le 12 novembre 1878 à Saint-Germain-lès-Corbeil (Seine-et-Oise, aujourd'hui Essonne).

## Biographie

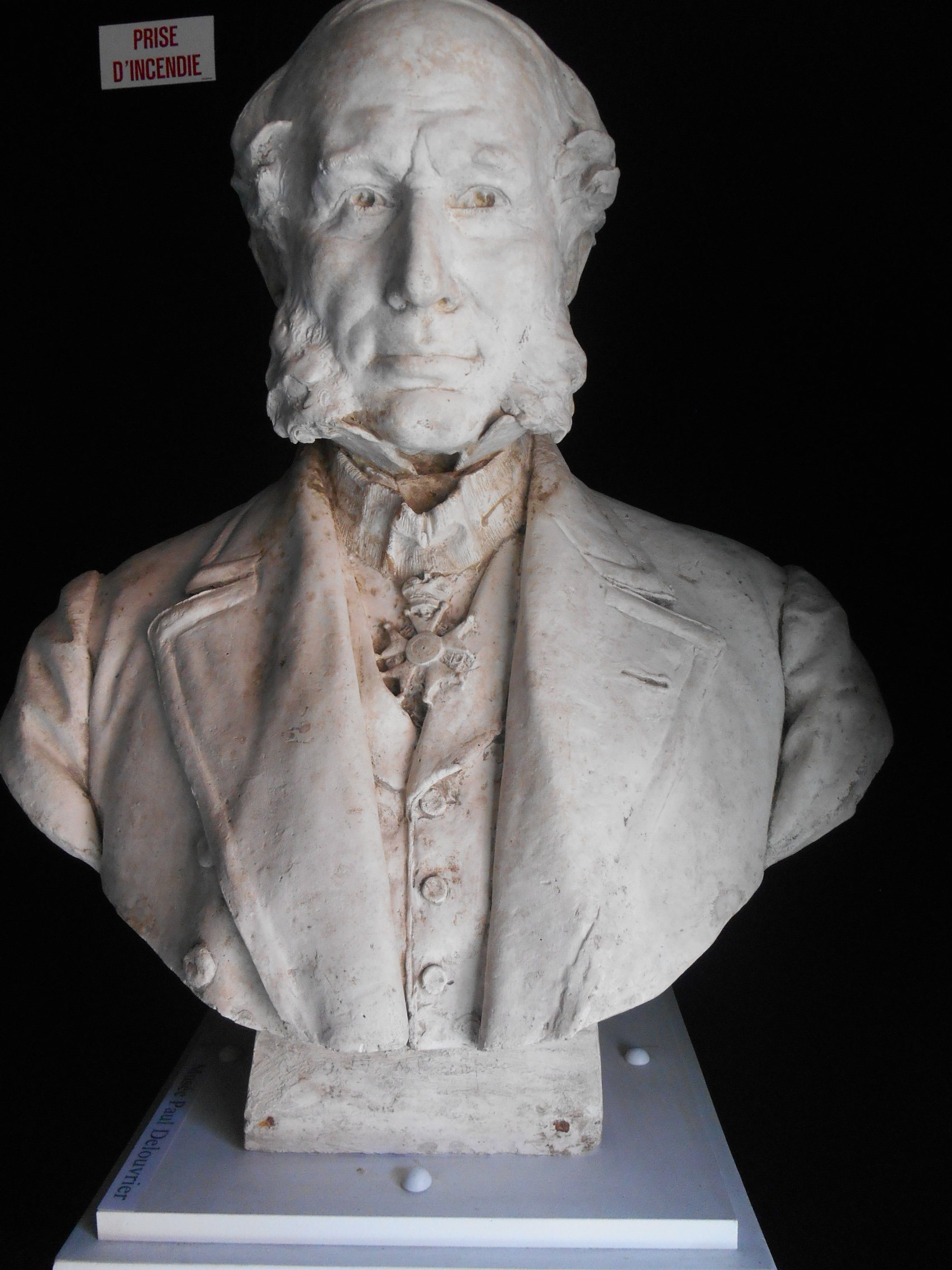
Buste de Darblay, conservé au Musée d'Evry.

Frère d'Auguste Rodolphe Darblay, il sert comme volontaire pendant les Cent-Jours. Ayant succédé à son père comme maître de poste en 1816, il est bientôt révoqué à cause de ses opinions bonapartistes et se consacre comme son frère au commerce de grains où il acquiert une fortune considérable.
Le système Darblay pour la fabrication de la farine, qu'il met en application aux Grands moulins de Corbeil, lui valent une grande notoriété. Ces moulins, propriété des hospices de Paris, sont loués par Darblay en 1830. En 1840, il les acquiert à la vicomtesse de Noailles qui les a achetés en 1838, avec Mathurin Béranger, son beau-frère, et Paul Darblay, son fils. Ces moulins sont ensuite augmentés des six moulins dits de la Réserve implantés à Corbeil, du moulin de la Boucherie, du moulin de Saint-Maur, du moulin de l'Arquebuse et du port des Coches à Paris, d'où l'appellation des Onze moulins Darblay.
Il est élu conseiller d'arrondissement de Corbeil, puis député de Seine-et-Oise en 1852 jusqu'en 1870. Il est nommé maire de Saint-Germain-lès-Corbeil, membre du conseil d'escompte de la Banque de France, puis censeur de la Banque de France et du Crédit foncier de France, membre de la Chambre de Commerce de Paris et président du comité agricole de Seine-et-Oise.
En 1867, il achète la Papeterie d'Essonnes.
L'avenue Darblay à Corbeil-Essonnes a été nommée en son honneur.
Marié à Pauline Mainfroy, son fils Paul Darblay (1825-1908) est également censeur de la Banque de France. Il est le grand-père d'Aymé-Henri Darblay (1854-1899) et l'arrière grand-père de Robert Darblay (1883-1968), régent de la Banque de France de 1931 à 1936.

## Pour approfondir